# Euphaedra adolfifriderici
Euphaedra adolfifriderici är en fjärilsart som beskrevs av Schultze 1920. Euphaedra adolfifriderici ingår i släktet Euphaedra och familjen praktfjärilar. Inga underarter finns listade i Catalogue of Life.